# Keepin' The Summer Alive
Keepin' The Summer Alive, album som gavs ut 17 mars 1980 av The Beach Boys. Albumet var gruppens tjugoåttonde LP och albumet är producerat av Bruce Johnston.
Albumet nådde Billboard-listans 75:e plats.
På englandslistan nådde albumet 54:e plats.

## Låtlista
Singelplacering i Billboard inom parentes. 
1. Keepin' The Summer Alive (Carl Wilson/R. Bachman)
2. Oh, Darlin' (Brian Wilson/Mike Love)
3. Some Of Your Love (Brian Wilson/Mike Love)
4. Livin' With A Heartache (Carl Wilson/R. Bachman)
5. School Day (Ring! Ring! Goes The Bell)
6. Goin' On (Brian Wilson/Mike Love) (#83)
7. Sunshine (Brian Wilson/Mike Love)
8. When Girls Get Together (Brian Wilson/Mike Love)
9. Santa Ana Winds (Brian Wilson/Alan Jardine)
10. Endless Harmony (Bruce Johnston)